# Ludovia
Ludovia Brongn. – rodzaj wieloletnich roślin z rodziny okolnicowatych, obejmujący 3 gatunki, występujące w tropikalnej Ameryce, od Kostaryki do Peru i Brazylii.

## Morfologia
PokrójPnącza, epifity lub rośliny naziemne.
ŁodygaRozgałęziająca się monopodialnie.
LiścieUlistnienie naprzeciwległe. Blaszki liściowe całobrzegie.
KwiatyKwiaty jednopłciowe, zebrane w małą kolbę wspartą 3–5 liściastymi pochwami, rozrzuconymi w górnej połowie pędu kwiatostanowego. Kolby cylindryczne do wrzecionowatych. Kwiaty męskie duże, właściwie symetryczne, krótko szypułkowe lub siedzące. Listki okwiatu od 20 do 30, gruczołkowate. Kwiaty żeńskie całkowicie zrośnięte. Listki okwiatu znacznie zredukowane, tworzące niewyraźną krajkę. Łożyska 4, niemal wierzchołkowe. Szyjki słupków nieobecne.
OwoceCałkowicie zrośnięte, jagodopodobne.

## Systematyka
Pozycja systematyczna według Angiosperm Phylogeny Website (aktualizowany system APG IV z 2016)Należy do podrodziny Carludovicioideae, rodziny okolnicowatych (Cyclanthaceae), w rzędzie pandanowców (Pandanales) zaliczanych do jednoliściennych (monocots).
Gatunki
- Ludovia bierhorstii Wilder
- Ludovia integrifolia (Woodson) Harling
- Ludovia lancifolia Brongn.